# Agrupación de Electores Independientes por Zamora-Unión del Pueblo Zamorano
Agrupación de Electores Independientes por Zamora - Unión del Pueblo Zamorano (ADEIZA-UPZ) és un partit polític espanyol amb àmbit d'actuació a la província de Zamora. Els seus orígens se situen a Adeza (Associació per al Desenvolupament Zamorano). La data de fundació del partit va ser el 31 de març de 1999, encara que la formació tal com es planteja actualment va sorgir en l'any 2003.
Es tracta d'un únic grup que des de la seva creació va comptar amb dues sigles diferents: ADEIZA (Agrupación de Electores Independientes Zamoranos) i UPZ (Unión del Pueblo Zamorano), a fi que els quals decidissin unir-se al projecte poguessin triar la denominació en la qual es trobessin més còmodes. La denominació ADEIZA va ser utilitzada per primera vegada en les eleccions del 2003 en la ciutat de Zamora. Ideològicament es defineixen com centre liberal i social. El seu cap més visible és l'historiador i catedràtic d'institut Miguel Ángel Mateos Rodríguez.

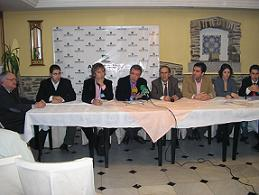
Imatge del congrés de 2006

## Resultats electorals
A les eleccions municipals del 25 de maig de 2003 es va presentar en diverses localitats de la província de Zamora, obtenint diversos regidors i alcaldes. Va obtenir dos regidors en la ciutat de Zamora, Miguel Ángel Mateos Rodríguez i Luis Almena San José. Per a les eleccions del 27 de maig de 2007 va aconseguir elaborar 50 llistes (en localitats com Benavente, Alcañices, Tábara, Morales del Vino, Fermoselle, Villardeciervos, Villafáfila o Villalpando; convertint-se així en la tercera força amb major nombre de llistes en la província. D'elles quatre van aconseguir majories absolutes (Cazurra, Cubillos, Villaveza del Agua i Valdescorriel), a més de majoria relativa en altres quatre municipis, entre ells Villalpando. El nombre total de vots en la província fou de 6.765.
En aquestes eleccions va ser l'expansió per la província, aconseguint un diputat provincial (si bé pel partit judicial de Zamora). A més, en la ciutat de Zamora va revalidar els seus dos regidors, encara que amb menys vots que en el 2003, convertint-se en clau de govern al perdre el Partit Popular la majoria absoluta després de dotze anys en el Govern municipal. Després de llargues deliberacions finalment els dos regidors electes d'ADEIZA-UPZ van votar a la seva pròpia formació després de no haver aconseguit cap acord ni amb PSOE-IU ni amb PP. Amb aquesta decisió, el Partit Popular va obtenir novament l'ajuntament de Zamora, perpetuant així el seu poder després de 12 anys de majoria absoluta a la capital zamorana.